# Фреди Крюгер
Фреди Крюгер е измислен герой от американската хорър филмова поредица „Кошмари на Елм Стрийт“. Той се явява в сънищата на своите жертви, за да ги убие насън, причинявайки по този начин и смъртта им в реалността. Героят се превръща в културна поп икона.